# 仙北町駅
仙北町駅（せんぼくちょうえき）は、岩手県盛岡市仙北2丁目にある、東日本旅客鉄道（JR東日本）東北本線の駅。
東北新幹線開業前は、急行「もりおか」1往復が停車していた。

## 歴史
- 1915年（大正4年）1月5日：開業する[2][4]。
- 1968年（昭和43年）9月1日：営業キロが変更され、盛岡駅方に0.1キロメートル移動する[4]。
- 1984年（昭和59年）2月1日：貨物営業を廃止[4]。
- 1985年（昭和60年）3月14日：荷物扱いを廃止[4]。
- 1987年（昭和62年）4月1日：国鉄分割民営化により、東日本旅客鉄道（JR東日本）の駅となる[4]。
- 1990年（平成2年）3月24日：東西自由通路の供用を開始[2]。盛岡市の事業費は2.2億円。橋長109.4メートル、幅員3.8メートルの鋼桁構造で階段とスロープにより歩行者と自転車が通行可能。
- 2005年（平成17年）
  - 3月10日：業務委託駅となるとともに、仙北町駅長（盛岡駅助役待遇）を廃止。
  - 4月1日：「パーク&ライド」を廃止する。
- 2011年（平成23年）3月：駅にあったキオスクが閉店。
- 2015年（平成27年）7月9日：自由通路にエレベーターが設置され、供用開始[新聞 1]。
- 2023年（令和5年）5月27日：ICカード「Suica」の利用が可能となる[報道 1][報道 2]。
- 2024年（令和6年）
  - 3月15日：みどりの窓口の営業を終了[3]。
  - 3月16日：終日無人化[3]。
  - 10月1日：えきねっとQチケのサービスを開始[1][報道 3]。
- 2026年（令和8年）春以降：ホーム用エレベーターおよび自由通路と跨線橋を接続するスロープの供用を開始（予定）[報道 4]。

## 駅構造
島式ホーム1面2線を有する地上駅で、駅舎とホームは跨線橋で連絡している。また、盛岡市が区画整理事業に伴い1990年（平成2年）に設置した東西自由通路が跨線橋の南側にある。同通路は橋上駅化を見据えて建設したとされるが、市やJRに対しては、駅施設の橋上化およびバリアフリー化の要望が地域団体よりなされていた。その結果、2015年（平成27年）に自由通路へエレベーターが設置された。さらに、2026年（令和8年）春以降に、ホーム用エレベーターのほか、東西自由通路と跨線橋を接続するスロープが供用される予定である。
盛岡駅管理の無人駅である。無人化される前までは、JR東日本東北総合サービスが委託する業務委託駅で、みどりの窓口と自動券売機が設置されていた。駅舎には簡易Suica改札機がある。
駅の東西には、広場が設置されている。

### のりば
| 番線 | 路線      | 方向 | 行先             |
| ---- | --------- | ---- | ---------------- |
| 1    | ■東北本線 | 上り | 花巻・一ノ関方面 |
| 2    | ■東北本線 | 下り | 盛岡方面         |

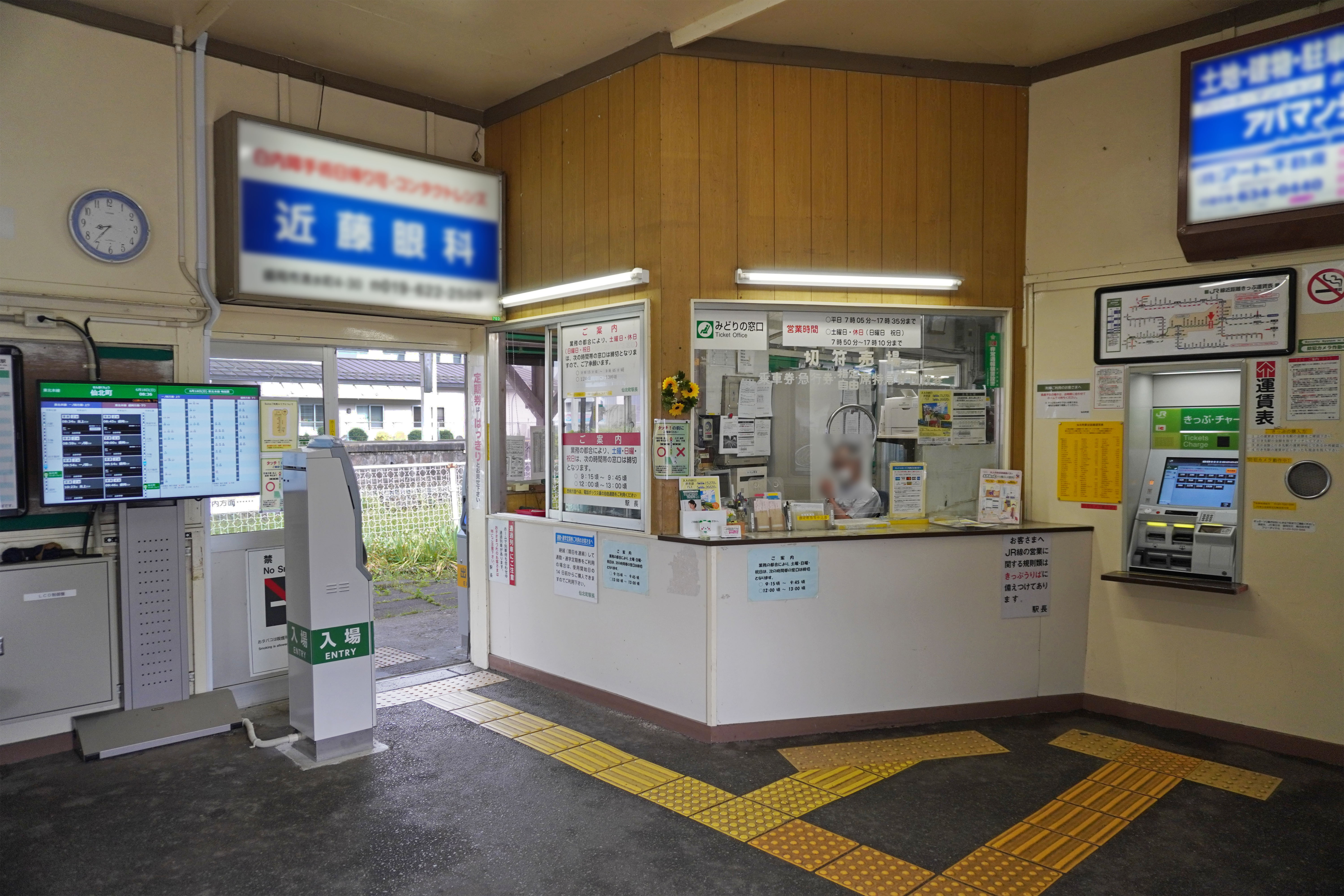
改札口と切符売り場（2023年6月）
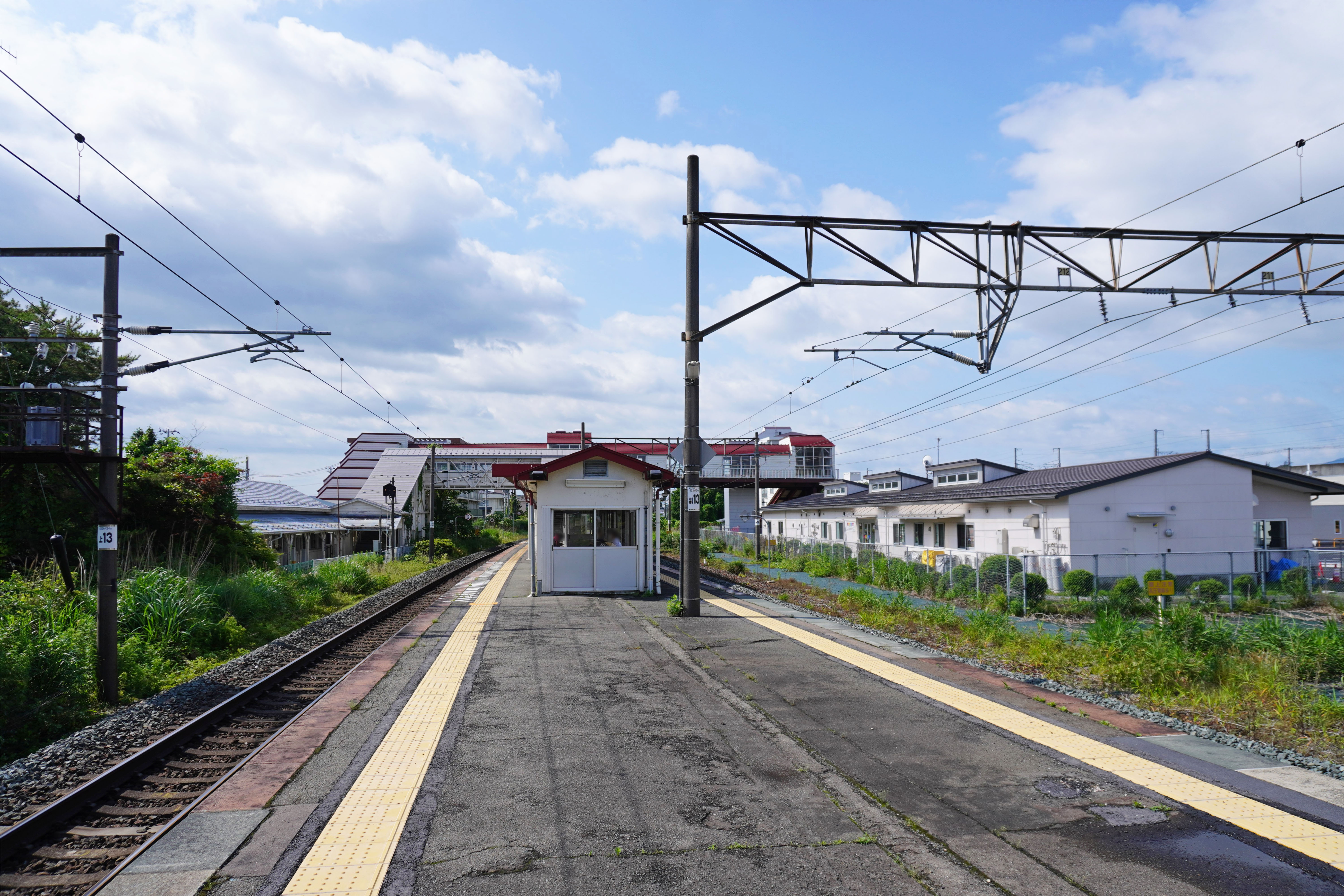
ホーム（2023年6月）

## 利用状況
JR東日本によると、2000年度（平成12年度）- 2022年度（令和4年度）の1日平均乗車人員の推移は以下のとおりであった。
| 1日平均乗車人員推移 | 1日平均乗車人員推移 | 1日平均乗車人員推移 | 1日平均乗車人員推移 | 1日平均乗車人員推移 |
| 年度                | 定期外              | 定期                | 合計                | 出典                |
| ------------------- | ------------------- | ------------------- | ------------------- | ------------------- |
| 2000年（平成12年）  |                     |                     | 1,852               | [ 利用客数 1 ]      |
| 2001年（平成13年）  |                     |                     | 1,771               | [ 利用客数 2 ]      |
| 2002年（平成14年）  |                     |                     | 1,742               | [ 利用客数 3 ]      |
| 2003年（平成15年）  |                     |                     | 1,673               | [ 利用客数 4 ]      |
| 2004年（平成16年）  |                     |                     | 1,638               | [ 利用客数 5 ]      |
| 2005年（平成17年）  |                     |                     | 1,587               | [ 利用客数 6 ]      |
| 2006年（平成18年）  |                     |                     | 1,494               | [ 利用客数 7 ]      |
| 2007年（平成19年）  |                     |                     | 1,435               | [ 利用客数 8 ]      |
| 2008年（平成20年）  |                     |                     | 1,437               | [ 利用客数 9 ]      |
| 2009年（平成21年）  |                     |                     | 1,379               | [ 利用客数 10 ]     |
| 2010年（平成22年）  |                     |                     | 1,460               | [ 利用客数 11 ]     |
| 2011年（平成23年）  |                     |                     | 1,416               | [ 利用客数 12 ]     |
| 2012年（平成24年）  | 350                 | 1,132               | 1,482               | [ 利用客数 13 ]     |
| 2013年（平成25年）  | 344                 | 1,182               | 1,526               | [ 利用客数 14 ]     |
| 2014年（平成26年）  | 355                 | 1,158               | 1,514               | [ 利用客数 15 ]     |
| 2015年（平成27年）  | 349                 | 1,167               | 1,516               | [ 利用客数 16 ]     |
| 2016年（平成28年）  | 368                 | 1,201               | 1,570               | [ 利用客数 17 ]     |
| 2017年（平成29年）  | 389                 | 1,299               | 1,688               | [ 利用客数 18 ]     |
| 2018年（平成30年）  | 389                 | 1,298               | 1,687               | [ 利用客数 19 ]     |
| 2019年（令和元年）  | 386                 | 1,335               | 1,721               | [ 利用客数 20 ]     |
| 2020年（令和02年）  | 279                 | 1,294               | 1,574               | [ 利用客数 21 ]     |
| 2021年（令和03年）  | 278                 | 1,279               | 1,557               | [ 利用客数 22 ]     |
| 2022年（令和04年）  | 315                 | 1,301               | 1,616               | [ 利用客数 23 ]     |

## 駅周辺
盛岡市街地の中にある。
- マイヤタウングラン
- 栃内病院[10]
- 仙北地区活動センター、サンライフ盛岡
- 岩手県立盛岡商業高等学校
- 盛岡スコーレ高等学校
- 岩手県立盛岡第四高等学校
- 盛岡市立仙北中学校
- 盛岡市立仙北小学校
- 盛岡市立本宮小学校
- 盛岡市立向中野小学校
- 盛岡仙北町郵便局
- 岩手銀行仙北町支店
- 盛岡信用金庫仙北町支店
- 岩手県交通「仙北組町」停留所

## 隣の駅
東日本旅客鉄道（JR東日本）
■東北本線
□快速「はまゆり」（53・54号のみ停車）・■普通
岩手飯岡駅 - 仙北町駅 - 盛岡駅

### 記事本文

#### 報道発表資料
1. ↑  「2023年5月27日（土）北東北3エリアでSuicaがデビューします! (PDF)」（プレスリリース）、東日本旅客鉄道盛岡支社／東日本旅客鉄道秋田支社、2022年12月12日。2022年12月12日閲覧。
2. ↑  「北東北3県におけるSuicaご利用エリアの拡大について ～2023年春以降、青森・岩手・秋田の各エリアでSuicaをご利用いただけるようになります～ (PDF)」（プレスリリース）、東日本旅客鉄道、2021年4月6日。2021年4月6日閲覧。
3. ↑  「Suicaエリア外もチケットレスで! 東北エリアから「えきねっとQチケ」がはじまります (PDF)」（プレスリリース）、東日本旅客鉄道、2024年7月11日。2024年8月1日閲覧。
4. 1 2  「東北本線「仙北町駅」のバリアフリー化工事に着手します (PDF)」（プレスリリース）、東日本旅客鉄道盛岡支社、2024年5月20日。2024年5月20日閲覧。

#### 新聞記事
1. 1 2  「待望 エレベーター設置 盛岡・仙北町駅 東西結ぶ陸橋へ2基 不便解消、活性化に期待」『岩手日報』岩手日報社、2015年7月10日、20面。

### 利用状況
1. ↑  「JR東日本：各駅の乗車人員（2000年度）」東日本旅客鉄道。2025年7月14日閲覧。
2. ↑  「JR東日本：各駅の乗車人員（2001年度）」東日本旅客鉄道。2025年7月14日閲覧。
3. ↑  「JR東日本：各駅の乗車人員（2002年度）」東日本旅客鉄道。2025年7月14日閲覧。
4. ↑  「JR東日本：各駅の乗車人員（2003年度）」東日本旅客鉄道。2025年7月14日閲覧。
5. ↑  「JR東日本：各駅の乗車人員（2004年度）」東日本旅客鉄道。2025年7月14日閲覧。
6. ↑  「JR東日本：各駅の乗車人員（2005年度）」東日本旅客鉄道。2025年7月14日閲覧。
7. ↑  “JR東日本：各駅の乗車人員（2006年度）”.   東日本旅客鉄道. 2025年7月14日閲覧。
8. ↑  「JR東日本：各駅の乗車人員（2007年度）」東日本旅客鉄道。2025年7月14日閲覧。
9. ↑  「JR東日本：各駅の乗車人員（2008年度）」東日本旅客鉄道。2025年7月14日閲覧。
10. ↑  「JR東日本：各駅の乗車人員（2009年度）」東日本旅客鉄道。2025年7月14日閲覧。
11. ↑  「JR東日本：各駅の乗車人員（2010年度）」東日本旅客鉄道。2025年7月14日閲覧。
12. ↑  「JR東日本：各駅の乗車人員（2011年度）」東日本旅客鉄道。2025年7月14日閲覧。
13. ↑  「JR東日本：各駅の乗車人員（2012年度）」東日本旅客鉄道。2025年7月14日閲覧。
14. ↑  「各駅の乗車人員 2013年度 ベスト100以外（5）：JR東日本」東日本旅客鉄道。2025年7月14日閲覧。
15. ↑  「各駅の乗車人員 2014年度 ベスト100以外（5）：JR東日本」東日本旅客鉄道。2025年7月14日閲覧。
16. ↑  「各駅の乗車人員 2015年度 ベスト100以外（5）：JR東日本」東日本旅客鉄道。2025年7月14日閲覧。
17. ↑  「各駅の乗車人員 2016年度 ベスト100以外（5）：JR東日本」東日本旅客鉄道。2025年7月14日閲覧。
18. ↑  「各駅の乗車人員 2017年度 ベスト100以外（5）：JR東日本」東日本旅客鉄道。2025年7月14日閲覧。
19. ↑  「各駅の乗車人員 2018年度 ベスト100以外（5）：JR東日本」東日本旅客鉄道。2025年7月14日閲覧。
20. ↑  「各駅の乗車人員 2019年度 ベスト100以外（5）：JR東日本」東日本旅客鉄道。2025年7月14日閲覧。
21. ↑  「各駅の乗車人員 2020年度 101位以下（4）| 企業サイト：JR東日本」東日本旅客鉄道。2025年7月14日閲覧。
22. ↑  「各駅の乗車人員 2021年度 101位以下（4）| 企業サイト：JR東日本」東日本旅客鉄道。2025年7月14日閲覧。
23. ↑  「各駅の乗車人員 2022年度 101位以下（5）| 企業サイト：JR東日本」東日本旅客鉄道。2025年7月14日閲覧。